# Kastro Team
Kastro Team is een Griekse wielerploeg, opgericht in 2007, die actief is in de Continentale circuits van de UCI.

## Bekende (ex-)renners
- Javier Benítez
- Ivajlo Gabrovski
- Francisco Mancebo

## Seizoen 2014

### Transfers
| Inkomend | Team 2012 | Uitgaand | Team 2013 |
| -------- | --------- | -------- | --------- |

## Seizoen 2013

### Renners
| Naam                    | Geboortedatum    | Nationaliteit | Ploeg 2012 |
| ----------------------- | ---------------- | ------------- | ---------- |
| Konstantinos Efstathiou | 24 januari 1991  | Griekenland   |            |
| Fausto Fognini          | 10 november 1985 | Italië        | Team WIT   |
| Tyron Giorgieri         | 4 september 1988 | Italië        | Team WIT   |
| Ioannis Iliadis         | 26 april 1993    | Griekenland   |            |
| Panagiotis Karabinakis  | 26 april 1993    | Griekenland   | Neo        |
| Evangelos Karagiannakis | 16 juni 1989     | Griekenland   |            |
| Enrico Montanari        | 19 februari 1985 | Italië        | Team WIT   |
| Konstantinos Papoutsas  | 24 juli 1992     | Griekenland   | Neo        |